# Absolution Tour
Absolution Tour är ett livealbum av det brittiska rockbandet Muse och innehåller live material från när Muse headlinade Glastonbury för första gången 2004, samt ett antal extra material från olika spelningar år 2003 och 2004.

## Övrigt
Det finns två gömda låtar, och för att titta på dessa måste man highlighta x:et i Extras i extra menyn.

## Glastonbury
1. Hysteria
2. New Born
3. Sing For Absolution
4. Muscle Museum
5. Apocalypse Please
6. Ruled By Secrecy
7. Sunburn
8. Butterflies and Hurricanes
9. Bliss
10. Time is Running Out
11. Plug in Baby
12. Blackout

## Extras
1. Fury  (Los Angeles)
2. The Small Print (Earls Court)
3. Stockholm Syndrome (Earls Court)
4. The Groove in the States (Cincinnati/San Diego)
5. Thoughts of a Dying Atheist (Wembley Arena) (hidden)
6. Endlessly (Wembley Arena) (hidden)